# Сьоме покоління ігрових систем
В історії відеоігор, сьоме покоління включає консолі випущені з кінця 2005 року компаніями Nintendo, Microsoft та Sony Computer Entertainment. Для домашніх консолей сьоме покоління почалося 22 листопада 2005 року з випуском Microsoft Xbox 360 і продовжилось з випуском PlayStation 3 від Sony Computer Entertainment 17 листопада 2006 року та Nintendo Wii 19 листопада 2006 року. Кожна нова консоль показувала новий тип технологій. Xbox 360 пропонував ігри, які були розроблені з високою роздільною здатністю (HD), PlayStation 3 пропонувала відтворення HD-фільмів за допомогою вбудованого програвача Blu-ray Disc із 3D-плеєром, а Wii зосереджувалася на інтеграції контролерів з датчиками руху та джойстиками. Деякі з контролерів Wii можуть рухатися, щоб контролювати дії в грі, що дозволило гравцям імітувати реальні дії під час геймплея (наприклад, у Wii sports користувач переміщує контролер, а на екрані переміщується тенісний м'ячик). Консолі стали важливою частиною глобальної ІТ-інфраструктури. За оцінками, гральні консолі складали 25% загальносвітової обчислювальної потужності у 2007 році.
Як і Nintendo, компанія Sony Computer Entertainment випустила PlayStation Move у вересні 2010 року. PlayStation Move передбачає ігрові дії схожі на Wii. Microsoft приєдналася до цього в листопаді 2010 року за допомогою свого Kinect (раніше анонсовано під робочим заголовком "Project Natal" у червні 2009 року). На відміну від двох інших систем (PlayStation 3 та Wii), Kinect не використовує ніяких інших контролерив, а робить користувачів "контролером". Продавши 8 мільйонів одиниць в перші 60 днів, Kinect встановив рекорд Гіннеса — "найшвидші продажі електронного пристрою". Хоча Xbox 360 пропонує як дротові, так і бездротові контролери як окремий продукт, усі контролери PlayStation 3 можуть використовуватися в провідних і бездротових конфігураціях. Для портативних консолей, сьоме покоління почалося 21 листопада 2004 року, коли вийшла Nintendo DS, поряд з існуючими консолями Game Boy Advance і Nintendo GameCube.
Nintendo DS (NDS) оснащена сенсорним екраном і вбудованим мікрофоном, а також підтримує бездротові стандарти IEEE 802.11 (Wi-Fi). Окрім того, новіша версія NDS - Nintendo DSi, має дві вбудовані камери, можливість завантажувати ігри з магазину DSi та веббраузер. Портативна консоль PlayStation Portable (PSP), була випущена пізніше -12 грудня 2004 року. PSP будувалася за іншою схемою. Це перша портативна відеоігрова консоль, для якої, основним носієм для зберігання ігор став диск Universal Media Disc (UMD). Sony також зробила потужні мультимедійні можливості PSP, підключення до PlayStation 3, PlayStation 2 (лише в деяких іграх), до інших PSP, а також підключення до Інтернету. Nintendo DS також мала можливість підключення до Інтернету через Nintendo Wi-Fi Connection та Nintendo DS Browser, а також бездротовий зв'язок з іншими системами DS та Wii-консолями. Незважаючи на високі продажі для обох консолей, продажі PlayStation Portable постійно відставали від Nintendo DS; проте PlayStation Portable має відмінність у тому, що це найпопулярніша портативна ігрова консоль, що не належить Nintendo.
Консоль створена через краудфандинг - Ouya, отримала попередні замовлення на суму 8,5 мільйонів доларів США, та була випущена в 2013 році. Продажі після запуску були поганими, а пристрій - комерційною помилкою. Компанія Razer припинила підтримку Ouya у липні 2015 року. Крім того, мікроконсолі, такі як Nvidia Shield Console, MOJO, Razer Switchblade, GamePop, GameStick, Ouya і навіть більш потужні Steam Machine, намагаються конкурувати на ринку ігрових консолей. Однак, навіть якщо деякі з цих машин є теоретично потужними на папері, їх рідко називають консолями сьомого покоління.
Першою з консолей сьомого покоління перестала вироблятись Wii, Nintendo оголосила про припинення виробництва у жовтні 2013 року. Незабаром після цього, компанія Sony оголосила в 2014 році, що вони припинили виробництво PlayStation Portable по всьому світу, після того, як в цьому році компанія Nintendo оголосила, що припинила виробляти пристрої сімейства Nintendo DS, для переходу на нову версію - Nintendo 3DS. Microsoft також оголосила в 2016 році, що вони будуть припиняти виробництво Xbox 360 наприкінці квітня цього року, а Sony через рік оголосила про те, що скоро припинить випускати PlayStation 3 в Японії.

## Домашні ігрові системи

### Wii

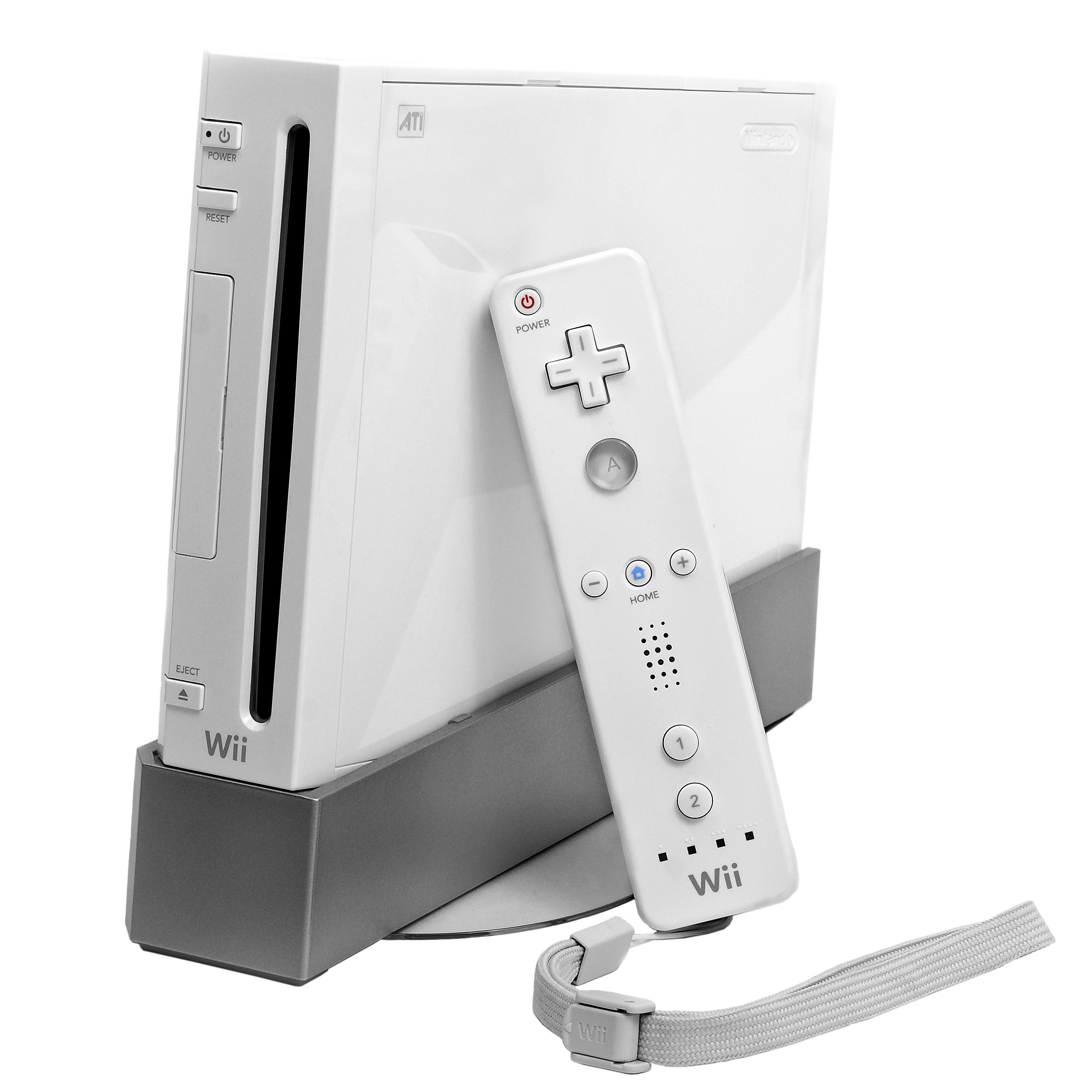
Wii з контролером Wii Remote

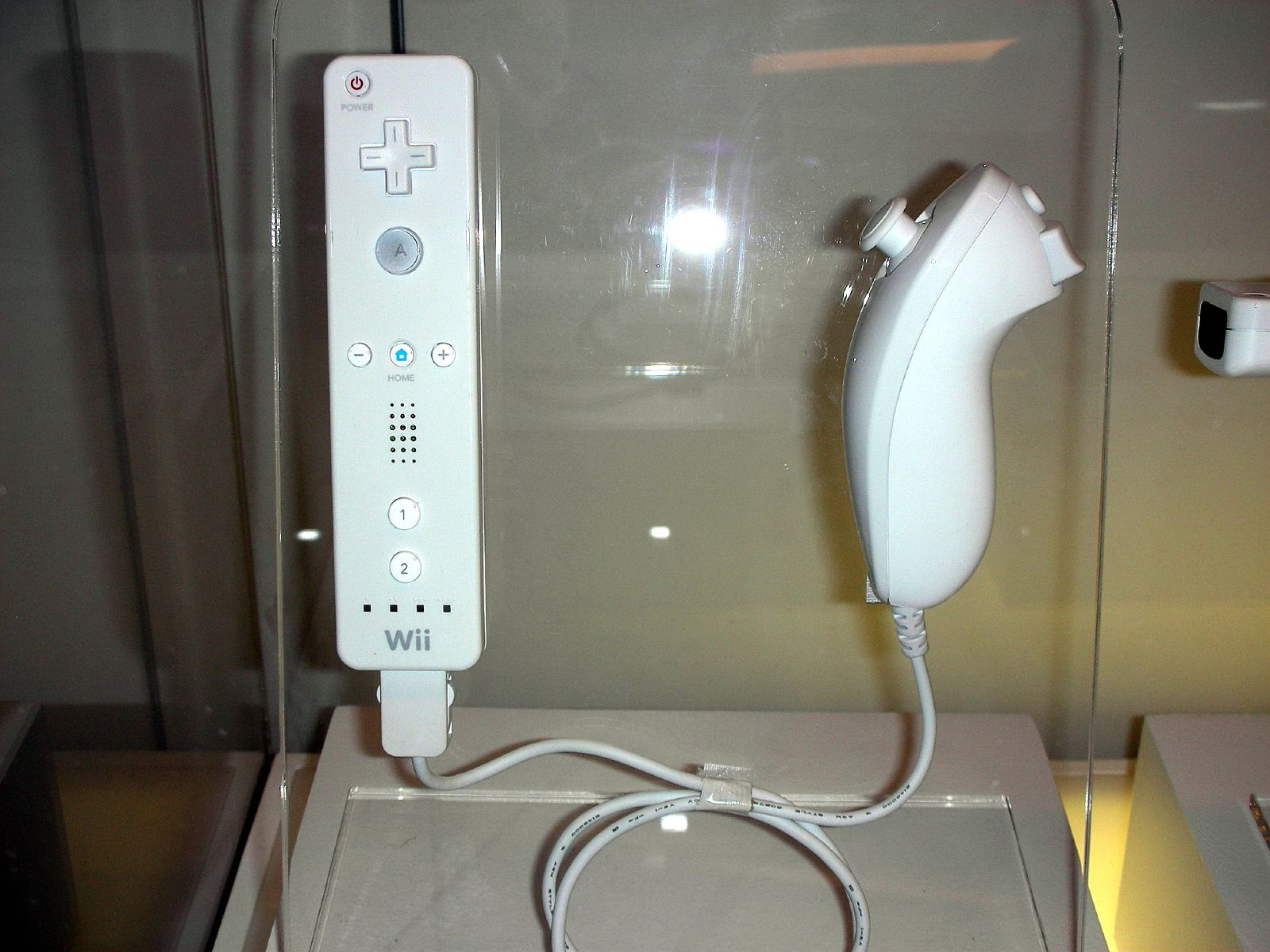
Wii Remote і Nunchuk

Nintendo увійшла в це покоління з новою консоллю — Wii. Компанія планувала залучити хардкорних та казуальних геймерів, через нові враження від геймплея та нові форми взаємодії з іграми, а не завдяки передовмим графічним рішенням та дорогим технологіям. Цей підхід був раніше впроваджений на портативному ринку з Nintendo DS. Nintendo висловила сподівання, що нові методи управління, які вони реалізували, зроблять звичайні консолі застарілими, що дозволить Nintendo отримати більшу частину існуючого ринку. Ця стратегія окупилася, із виликим попитом на Wii протягом 2007 року. Оскільки Nintendo отримувала прибуток від кожної консолі від початку, на відміну від своїх конкурентів, вона отримала дуже значні прибутки. За винятком деяких винятків, щомісячні продажі Wii в усьому світі були вищими за показники Xbox 360 і PlayStation 3, що перекреслило ранній підхід компанії Microsoft та збільшило розрив між його часткою ринку та Sony. 12 вересня 2007 року британська газета Financial Times повідомила, що продажі Wii перевищили продажі Xbox 360, випущеного за рік до того, у підсумку Wii стала лідером серед продажів домашніх консолей у світі для сьомого покоління.
Як і в попередніх поколіннях, Nintendo надала сильну підтримку своїй новій консолі завдяки своїм популярним франшизам, таким як Mario, Legend of Zelda, Metroid і Pokemon. Для того, щоб привернути увагу казуальних гравців та зовсім нових людей, Nintendo розробила групу основних ігор Wii, що складаються з Wii Sports, Wii Play, Wii Fit, та Wii Music, де гравці використовують здатність контролерив консолі відстежувати рухи гравця для моделювання дій у грі. За винятком Wii Music, ці ігри та їхні продовження були дуже успішними.
Видавці, такі як Ubisoft, Electronic Arts, Capcom і Majesco Entertainment, продовжують випускати ексклюзивні ігри для консолі, але перші ігри Wii залишаються в чартах продажів. Аналітики припускали, що це зміниться з часом, оскільки зростаюча популярність Wii переконує сторонніх видавців зосередити увагу на цьому, проте деякі сторонні розробники висловлюють розчарування при низьких продажах програмного забезпечення. Суда Гоїті, розробник No More Heroes для Wii, зазначив, що "тільки ігри Nintendo добре продаються, це відбувається не тільки через поточну ситуацію в Японії, оскільки це відбувається за межами Японії. Я дуже здивований реальністю про Wii, тому що перш ніж я робив цю гру, я не очікував, що Wii буде консоллю, орієнтованою лише на геймерів, я очікував більше ігор для хардкорних геймерів, але реальність відрізняється від того, що я очікував». Видавця PAL-версії гри "No More Heroes" - Rising Star Game дуже вразили продажі гри. Суда Гоїті пізніше відмовився від своїх слів, заявивши, що «No More Heroes, на відміну від багатьох доступних в даний час ігор Nintendo Wii, є продуктом який приверне різного роду споживача до обладнання, тобто геймерів, які шукають продукти різного жанру, які досі були успішними на цій платформі».
23 вересня 2009 року Nintendo оголосила про своє перше зниження цін на консоль. У США ціна була зменшена на п'ятдесят доларів, в результаті чого нова рекомендована роздрібна ціна виробника (MSRP) становила 199,99 доларів США. Для Японії ціна знизилася з ¥ 25 000 до ¥ 20 000, починаючи з 1 жовтня 2009 року. У Європі (за винятком Великої Британії) ціна на консолі Wii знизилася з 249 до 199 євро. 3 травня 2010 року Nintendo оголосила, що консолі Wii продані в Америці, тепер включатимуть Wii Sports Resort та Wii MotionPlus. З 15 травня 2011 року Wii коштує 149,99 доларів США і поставляється в комплекті з Mario Kart Wii.

### Xbox 360

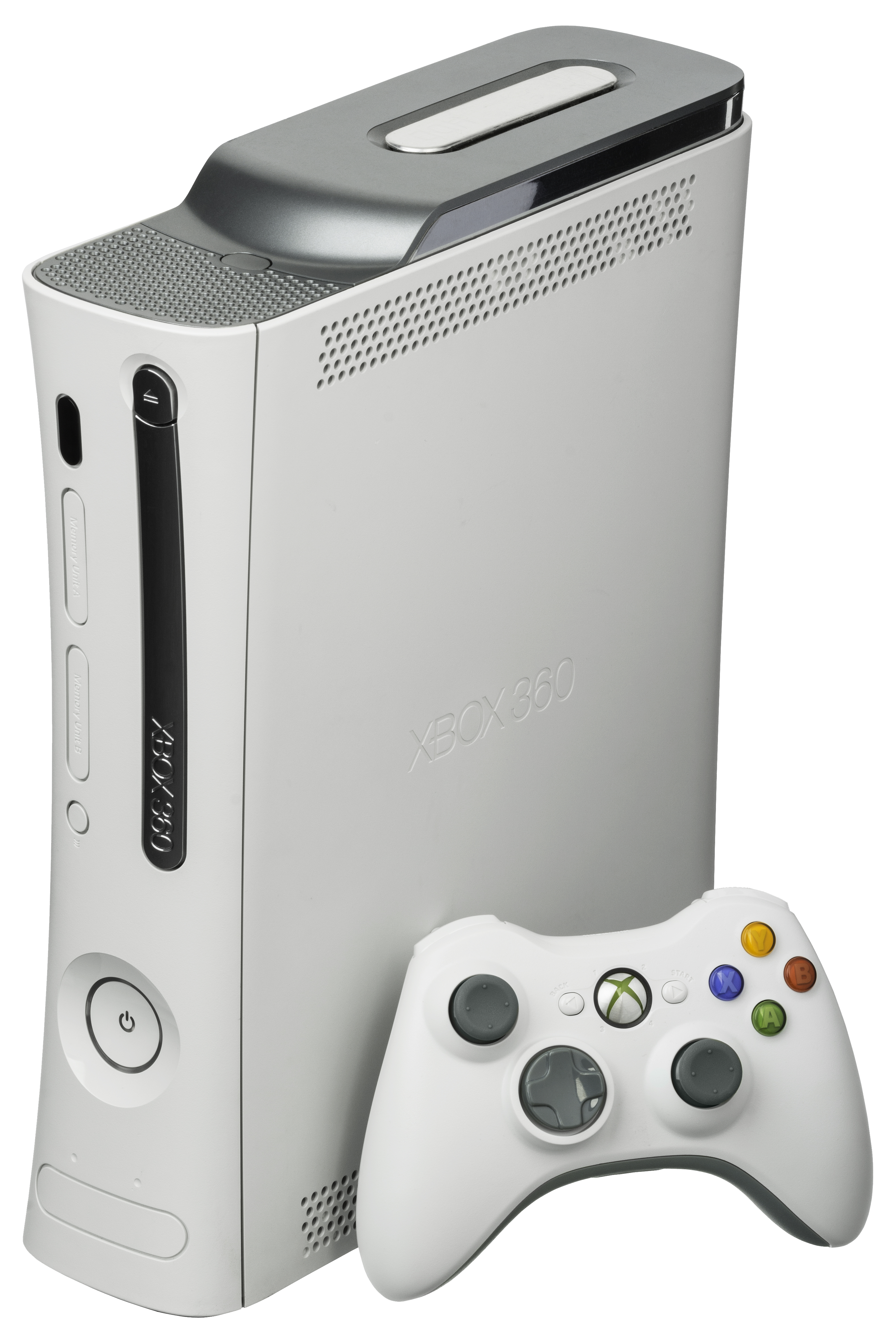
Xbox 360 Pro з контролером

Microsoft Xbox 360 здобула перше місце з точки зору частини ринку, в основному завдяки створеному онлайновому сервісу Xbox Live, а також дати початку її запуску, яка була за рік до своїх суперників. Продажі в Північній Америці та Європі продовжували залишатися великими навіть після випуску Wii і PlayStation 3. Як його попередник, Xbox 360 зустрів прохолодний прийом у Японії, що пояснюється браком вмісту, призначеного для японських геймерів.
Ранній запуск консолі відбувся з технічними труднощами, технічні проблеми з'явилися в частині проданих одиниць Xbox 360. Найвідомішою проблемою є "червоне кільце смерті" та помилка E74, які отримали таку  велику увагу через те, що деякі користувачі мали замінювати свої консолі кілька разів. Microsoft намагалася вирішити це, запропонувавши трирічну гарантію на всі постраждалі консолі та ремонтуючи їх безкоштовно. Вона також відшкодовувала гроші власникам постраждалих систем, які платили за ремонт. Згідно з The Mercury News, нові моделі консолі з технологією 65 нанометрів вирішили це та інші питання; Очікувалося, що нова технологія зменшить виробництво тепла, що знизить ризик перегрівання та відмов систем; хоча Microsoft це ніколи офіційно не підтвердили.
Оскільки нові консолі мають багато крос-платформових ігор і конкурують за ту саму аудиторію, що і їх попередники, існують часті порівняння між Xbox 360 і PlayStation 3. PS3 використовує формат Blu-ray, а Xbox 360 використовує стандартний DVD9. Xbox 360 є менш дорогим для виробництва, і аналітики очікували, що нові ревізії дозволять Microsoft навіть покрити витрати на виробництво, тоді як галузевий консенсус полягає в тому, що для простої архітектури Xbox 360 легше розробляти ігри.
Наприкінці першого півріччя 2007 року консоль продалася тиражем 11,6 мільйона одиниць, і продажі скоротились на 60%, тоді як її суперник - Wii набувала обертів, а Sony оголосила про конкурентне падіння цін на PlayStation 3. Стратегія Microsoft щодо збільшення продажів з випуском очікуваного Halo 3 у вересні 2007 року окупилася, випередивши Wii цього місяця в Північній Америці. Відділ розваг і пристроїв Microsoft відчув величезний приріст доходу, багато в чому обумовлений випуском Halo 3, і вперше за два роки опублікував щоквартальний прибуток.
Перевага Xbox 360 перед своїми конкурентами пов'язана з випуском популярних ігор, таких як продовження до франшизи Halo. На Game Critics Awards 2007, платформа отримала 38 номінацій та 12 перемог - більше, ніж будь-яка інша платформа. До березня 2008 року для одного Xbox 360 продавалося 7,5 гри в США;  в Європі 7,0, тоді як її конкуренти мали 3,8 (PS3) і 3,5 (Wii), за даними Microsoft. На конференції Game Developers 2008, компанія Microsoft оголосила, що очікує, що до кінця року буде понад 1000 ігор для Xbox 360. Xbox 360 вдалося отримати права на вихід ігор, які спочатку планували бути ексклюзивними для PS3, включаючи Devil May Cry, Ace Combat, Virtua Fighter, Grand Theft Auto IV, Final Fantasy XIII, Tekken 6, Metal Gear Rising: Revengeance, і LA Noire.
У серпні 2007 року було оголошено про перше зниження цін для всіх моделей Xbox 360. Ціна на модель Core була зменшена в Сполучених Штатах на $20, Premium - на $50, а модель Elite - на $30. Крім того, порт HDMI, раніше ексклюзивний для системи Elite, був доданий до нових моделей систем Premium та Arcade; випуск моделі Core було припинено.
На E3 2010 Microsoft анонсували новий Xbox 360 за ціною 299,99 доларів, офіційно відомий як Xbox 360 S, або як "Slim" в різних засобах масової інформації. Він замінив Elite і оснащений вбудованим адаптером 802.11n WLAN, вбудованим портом TOSLINK, 5 портами USB та жорстким диском об'ємом 250 ГБ. Він також не вимагає додаткового джерела живлення, щоб використовувати аксесуар Microsoft Kinect для управління рухами. Версія за 199,99 доларів була випущена 3 серпня 2010 року в США, та замінила  модель Arcade. Він має 4 ГБ, або 250 Гб внутрішньої пам'яті, має матове або глянцеве покриття, а також гарнітуру. На E3 2013 Microsoft показали Xbox 360 E — останню модель Xbox 360, яка була замінена Xbox One. Спочатку ціна на Xbox 360 E становила 199,99 доларів для моделі 4 Гб та 299,99 доларів для моделі 250 Гб.  У Xbox 360 E з'явився новий квадратний дизайн із спрощеним зовнішнім виглядом, подібним до Xbox One.

### PlayStation 3

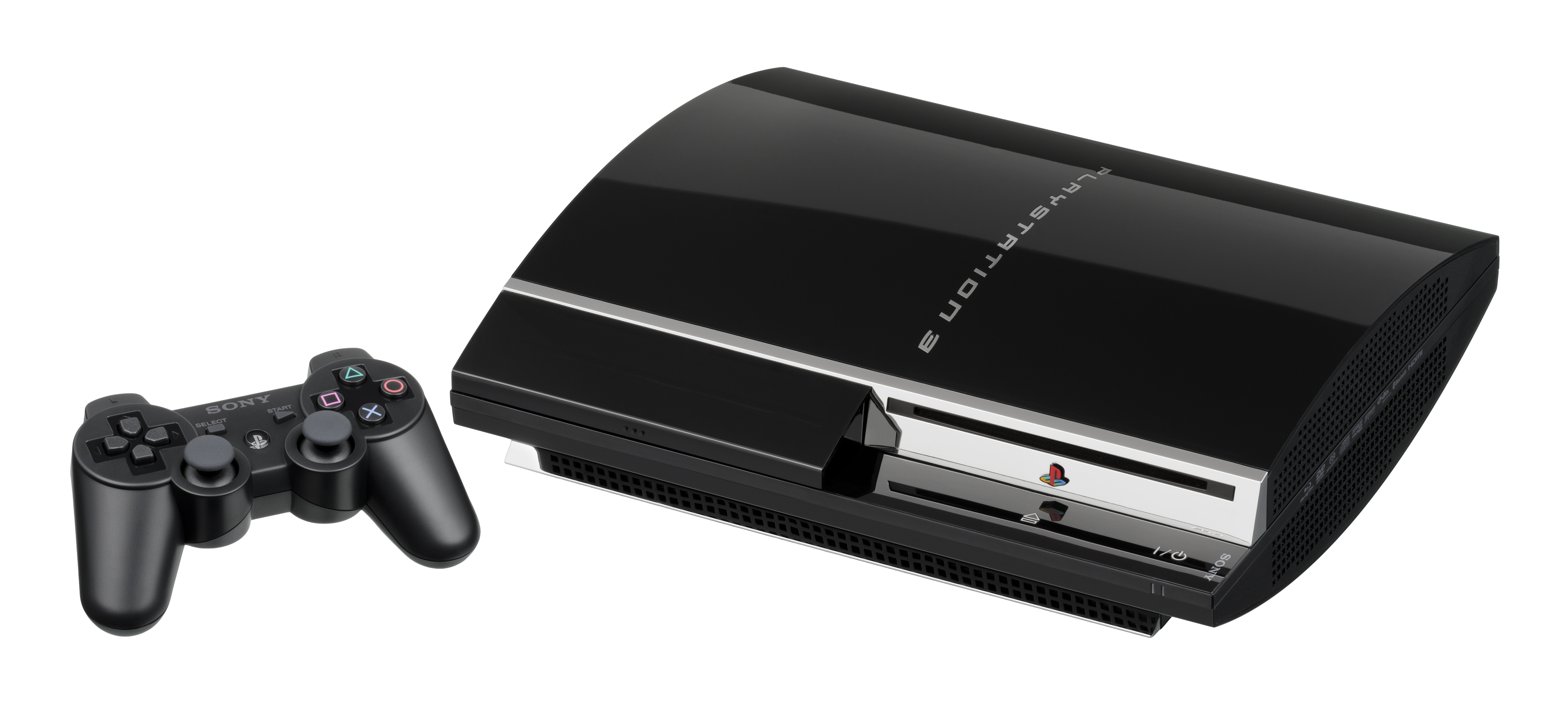
PlayStation 3 з контролером

Sony Computer Entertainment випустила PlayStation 3, 11 листопада 2006 року в Японії та 17 листопада 2006 року в США та Канаді. Система мала передові технології, такі як мікропроцесор Cell та підтримка Blu-ray, що спричинило труднощі у виробництві, особливо Blu-Ray привід, що призвів до дефіциту при запуску та затримці виходу в Європі; проте, до початку грудня 2006 року Sony заявила, що всі проблеми виробництва були вирішені. Аналітики ринку і керівники Sony відзначили, що успіх PlayStation 3 та формату Blu-ray залежали один від одного; Річ Марті, віце-президент з розвитку нового бізнесу в Sony Pictures Home Entertainment заявив, що "PS3 має вирішальне значення для успіху Blu-ray", а Філ Гаррісон заявив, що успіх PlayStation 3 буде забезпечений, оскільки "зростання ринку Blu-ray дисків є позитивним фактором, який відіграватиме більшу роль у споживацькій психіці, оскільки більша частина виробників побутової електроніки запускає автономні програвачі дисків, тому що більше фільмів Blu-ray Disc стають доступними".
Sony забезпечила підтримку своєї консолі новими іграми відомих франшиз, таких як Gran Turismo, Team Ico та God of War, а також нові ексклюзивні ігри, включаючи Metal Gear Solid 4: Guns of the Patriots, Yakuza 3 та Valkyria Chronicles. Ігри які спочатку були ексклюзивними, такі як Devil May Cry, Ace Combat, Virtua Fighter, і Monster Hunter були випущені і на інших платформах. Попередні частини серії Grand Theft Auto були спочатку випущені на PlayStation 2, перш ніж випускати їх на інших платформах, таких як Xbox, через кілька місяців; проте Grand Theft Auto IV, була випущена одночасно на Xbox 360 і PlayStation 3.
Sony заявляли, що продажі які були нижчими ніж очікувалося, були такими через втрату ексклюзивних ігор у бібліотеці PlayStation 3, та її вищою ціною і дефіцитом на початку продажів.
У липні 2007 року компанія Sony оголосила про зниження ціни на консоль на 100 доларів. Цей крок застосовувався тільки до моделей 60 Гб і був ексклюзивним для Сполучених Штатів та Канади, де ці моделі більше не вироблялися. 18 жовтня 2007 року Sony оголосила про зниження цін на моделі 80 Гб та нову модель за 399 доларів на 40 Гб, яку було запущено 2 листопада 2007 року зі зниженими функціями, такими як видалення зворотної сумісності з іграми PS2. Протягом декількох тижнів компанія Sony оголосила, що продажі 40 Гб та 80 Гб великих роздрібних мереж збільшилися на 192%. У листопаді 2008 року Sony запустила модель за 499 доларів на 160 Гб, а 18 серпня 2009 року Sony оголосила про PS3 Slim. PS3 Slim було продано 1 млн., менше ніж за місяць. Тоді було оголошено про випуск Slim моделі на 250 ГБ. Вона вийшла 1 вересня та коштувала 299 доларів.
У вересні 2012 року компанія Sony презентувала нову PS3 Super Slim (CECH-4000). Вона вийшла наприкінці 2012 року, та була доступна із жорстким диском розміром від 250 ГБ до 500 Гб. Модель Super Slim була останньою моделлю, яку створила компанія Sony, перш ніж випуск системи було повільно припинена по всьому світу. Постачання консолей до Сполучених Штатів було припинено в жовтні 2016 року. Sony офіційно припинила виробництво в Японії 29 травня 2017 року - остання країна де до цього часу вироблялися консолі PS3.

### Порівняння
| Назва                                     | Wii                                                                                                 | PlayStation 3 | Xbox 360                                                                                    |
| ----------------------------------------- | --------------------------------------------------------------------------------------------------- | --- | ------------------------------------------------------------------------------------------- |
| Компанія                                  | Nintendo                                                                                            | Sony Computer Entertainment                                                                                                | Microsoft                                                                                   |
| Логотип                                   | Wii logo                                                                                            | |                                                                                             |
| Зображення                                | | |                                                                                             |
| Дата релізу                               | 19 листопада 2006 2 грудня 2006 7 грудня 2006 8 грудня 2006                                         | 11 листопада 2006 17 листопада 2006 23 березня 2007                                                                        | 22 листопада 2005 2 грудня 2005 у (деякі країни) 10 грудня 2005 23 березня 2006             |
| Ціна при запуску                          | Basic Model - $249.99 - £/€, різна - ¥25,000 Wii mini - $99.99                                      | Launch Model - $499.99 - €399 - £299.99 - ¥49,980 Slim - $299.99 - €299 - £184.99 Super Slim - £249.99 - ¥39,980 - $299.99 | Launch Model - $299.99 - €179 - £199.99 - ¥27,800                                           |
| Носій                                     | Wii Optical Disc (DVD-DL)                                                                           | Blu-ray Disc | DVD-DL                                                                                      |
| Процесор                                  | IBM PowerPC 729 MGz кодова назва Broadway                                                           | Cell Broadband Engine (3.2 GHz Power Architecture-на базі PPE з 3.2 GHz)                                                   | 3.2 GHz IBM PowerPC триядерний, кодова назва «Xenon»                                        |
| Графічний процесор                        | ATI Hollywood 243 MGz                                                                               | RSX Reality Synthesizer 550 MGz (На основі Nvidia G70)                                                                     | ATI Xenos 500 MGz                                                                           |
| Оперативна пам'ять                        | 24 MBeDRAM                                                                                          | 256 MB XDR 3.2 GHz. 256 MB GDDR3 700 MHz.                                                                                  | 512 MB GDDR3 700 МГц розподіленні між CPU і GPU. 10 MB EDRAM буфера графічної кадри пам'яті |
| Пам'ять                                   | 64 MB можна розшиити через SDRAM.                                                                   | HDD 20 Гб — 500 ГБ | HDD 20 ГБ — 500 Гб.                                                                         |
| Інтеграція тривимірного телебачення       | Ні                                                                                                  | Так | Так                                                                                         |
| Додатковий екран                          | Nintendo DS                                                                                         | PlayStation Vita, PSP, через Remote Play                                                                                   |                                                                                             |
| Зображення основного ігрового контролера. | | |                                                                                             |
| Ігрові контролери                         | - Wii Remote Plus (до 4-х з'єднань) - Wii Controller (ґеймпад, без нижніх ніжок та з двома курками) | - DualShock 3, Sixaxis - PlayStation Move - PlayStation Vita - PlayStation Portable                                        | - Контролер Xbox 360 - Kinect 1.0                                                           |
| Онлайн-сервіси                            | Nintendo Wi-Fi Connection                                                                           | PlayStation Network | Xbox Live                                                                                   |
| Ігри                                      | Список ігор на Wii                                                                                  | Список ігор на Sony PlayStation 3                                                                                          | Список ігор на Xbox 360                                                                     |
| Зворотна сумісність                       | Nintendo Optical Disc - GameCube                                                                    | Сумісна лише версія Fat у Slim сумісність прибрали - PlayStation - PlayStation 2                                           | - Xbox лише найуспішніші                                                                    |

### Стан продажів по світу
У сьомому покоління Wii стала найбільш продаваною консоллю.
| Ігрова приставка | Кількість продажів | Дата                |
| ---------------- | ------------------ | ------------------- |
| Wii              | 101 млн 630 тис.   | 30 червня 2015 р.   |
| Xbox 360         | 85 млн 480 тис.    | 9 червня 2014 р.    |
| PlayStation 3    | 80 млн             | 2 листопада 2013 р. |

## Портативні ігрові системи
Для портативних приставок сьоме покоління бере відлік з виходу Nintendo DS. Дизайн цієї системи суттєво відрізнявся від інших портативних консолей і попередніх розробок компанії. Nintendo DS запропонувала нові пристрої введення і управління: сенсорний екран і мікрофон. Консоль вийшла наприкінці 2004 року. У той же період Sony випустила в Японії свою першу портативну приставку — PlayStation Portable, яка призначалася для іншої аудиторії, ніж Nintendo DS. PSP володіє більш потужними технічними характеристиками, може програвати відео, MP3 файли і забезпечувати вихід в інтернет. Для консолі PSP постійно виходять нові версії програмного забезпечення, які вносять в консоль все нові і нові функції. Також в 2005 році вийшла Gizmondo від Tiger Telematics.
В 2005 з'явилася ще одна портативна ігрова система, яка може бути віднесена до сьомого покоління — GP2X від корейської компанії Gamepark Holdings, а в 2006 була анонсована XGP від іншого корейського виробника (родинного Gamepark Holdings) — GamePark. Обидві портативні консолі слідували маркетинговій стратегії, відмінній від системи просування DS і PlayStation Portable. Вони використовували операційну систему, засновану на Linux і відкритому ПЗ для розробки програм і емуляції ігор. GP2X — консоль з 2D-графікою і призначена в першу чергу для зберігання різного користувацького контенту, такого як музика і відео. XGP мала володіти 3D-графікою аналогічно PlayStation Portable і призначатися для комерційних відеоігор. Вона використовувала таку ж відкриту Linux-архітектуру, як і GP2X, але з підтримкою операційної системи Windows CE. XGP стала б більш досконалою ігровою системою, ніж GP2X, пропонуючи не тільки можливість зберігання контенту, а й інші функції, в тому числі мобільне телебачення і Wi-Fi. Проте компанія-виробник збанкурутувала до того, як ця ігрова система пішла у виробництво.
В березні 2009 року надійшлов у продаж мультимедійний пристрій Dingoo A320, що поєднує в собі функції аудіоплеєра, відеоплеєра, FM-радіо і емулятора ігрових консолей.
В лютому 2011 року, компанія Sony Ericsson випустила телефон Xperia Play в форм-факторі слайдер, що має повноцінний джойстик для ігор. Як випливає з назви, крім функцій телефону — основний упор зроблений на реалізацію кишенькової ігрової консолі. Телефон містить рекордні (для кишенькових консолей) апаратні характеристики і працює під управлінням операційної системи Android, що робить його найбільш багатофункціональним кишеньковим пристроєм, призначеним для відеоігор.